# Жарич Олексій В'ячеславович
Жарич Олексій В'ячеславович (нар. 15 травня 1976, Москва) — російський політолог, віце-президент Російської Асоціації зв'язків із громадськістю.

## Життєпис
Закінчив Московський університет МВС Росії, працював в Службі протоколу МВС. 2000 року призначений начальником відділу з прийому іноземних делегацій СП МВС РФ.
- 2003 — очолив Видавничий дім «Час-медіа», потім компанію «Медіа Актив», створив організацію «Політичні технології».
- 2005 — відкрив пропагандистський інтернет-проект «За Путіна!». Заявляв, що фінансував його за рахунок власних коштів і займався ним у вільний від роботи час. За його словами, не представляв при цьому жодну державну організацію.
- 2007 — під час виборчої кампанії до Держдуми на сайті стартувала акція на підтримку Путіна. Того ж року опублікував книгу «За Путіна».[2]
- 2007—2009 — заступник гендиректора корпорації Newmedia Stars, генеральний директор телеканалу Russia.ru, один з творців пропагандистського фільму «Війна 08.08.08. Мистецтво зради».
- Вересень 2009 — очолив журнал «ВВП».
- 2010—2017 — заступник гендиректора із взаємодії із ЗМІ та органами влади «Уралвагонзаводу». За даними журналістів — автор проекту Ігор Рюрикович Холманських, завдяки чому начальник складального цеху УВЗ став повноважним представником президента РФ в Уральському федеральному окрузі.
- Липень 2012 — член Громадської ради при Голові Військово-промислової комісії при Уряді РФ і член Російської асоціації зі зв'язків із громадськістю.
- 2013—2016 — очолював Опікунську раду хокейного клубу «Супутник» (Нижній Тагіл). До квітня 2017 року бути головою ХК «Супутник».
- 2014 — закінчив програму МВА в Російському економічному університеті ім. Плеханова.
- Листопад 2014 — заступника генерального директора корпорації «Уралвагонзавод».
- 2015 — віце-президент Російської асоціації зі зв'язків з громадськістю.
- 2016 — голова комітету із взаємодії з органами влади Асоціації менеджерів Росії.
- 2017 — перейшов в Управління громадських проектів Адміністрації президента РФ.
- З квітня 2017 — начальник департаменту інформполітики Управління Президента ПФ із громадських проектів.
- З 1 вересня 2017 — державний радник 3 класу.[3]

## Нагороди
- листопад 2009 — подяка Президента РФ Медведєва за внесок у фільм «Війна 08.08.08. Мистецтво зради»
- 2011—2016 — входив в «ТОП-1000 російських менеджерів» за версією газети «Коммерсант» (друге, п'яте і чотири рази перші місця в категорії «директори з відносин з органами влади» в сфері машинобудування)
- 2013 — перше місце рейтингу ТОП-30 політтехнологів Уралу
- 2013 — орден «За заслуги перед Вітчизною» II ступеня (РФ)
- 2014 — відзнака ФСВТС «За заслуги в галузі військово-технічного співробітництва».
- 2015 — найкращий директор з відносин з органами влади" премії «ТОП-1000 російських менеджерів» Асоціації менеджерів і ВД «Коммерсант».
- 2016 — № 3 у рейтингу політконсультантів Свердловської області.
- 2016 — один з керівників постановки в Нижньому Тагілі вистави за п'єсою Олександра Гельмана «Ми, що нижче підписалися». Спектакль отримав нагороду XXXVII Свердловського обласного конкурсу театральних робіт «Браво» — в номінації «Проект року».[4]